# Porer (Medulin)
Porer je malena stalno nenaseljena kamenita hrid sa svjetionikom "Hrid Porer" koja leži 1,7 km jugozapadno od kopna Istarskoga poluotoka.
Površina otoka je 2.795 m2, duljina obalne crte 192 m, a visina bez svjetionika 3 metara.

## Geografija
Porer je najjužniji otočić u premanturskom akvatoriju, koji leži oko 2,4 km jugozapadno od rta Kamenjaka. Otočić s promjerom od oko 80 metara, stjenovit je greben koji strši iznad morske razine. Godine 1846. na njemu je izgrađen svjetionik visok 34 metra. 

## Plaže i podmorje
Zbog jakih morskih struja, koje pri snažnijem vjetru dosežu brzinu do tri čvora, Porer nije preporučljiv za kupanje, posebice ne za djecu. Struje oko otočića vrlo su snažne tijekom cijelog dana, tako da se ni dobrim plivačima ne preporučuje udaljavanje od obale više od pedesetak metara. Valovi su izrazito jaki, posebice zimi.
Podmorje blizu otočića Porera atraktivno je za ronjenje, a karakteriziraju ga pličine i podmorske litice. Područje Porera bogato je ribolovno područje u kojem se može uloviti gotovo 90% vrsta riba koje žive u Jadranu.
U okolnim pličinama Kršin, Fenoliga i Veliki Balkun ostaci su brodova koji su potopljeni za nevremena oko Porera.
Na kamenom prizemlju zgrade svjetionika, koja se može iznajmiti za odmor, betonirano je dvorište. Opskrba je po prethodnom dogovoru s opskrbljivačem moguća njegovim brodom.